# Gjumri-Stadtstadion
Das Gjumri-Stadtstadion ist ein Fußballstadion in Gjumri, Armenien. Es ist das Heimstadion des FC Schirak Gjumri in der Bardsragujn chumb und bietet 2.844 Sitzplätzen.

## Geschichte
Das Stadion wurde 1924 als erstes modernes Sportstadion in Armenien errichtet. Als der FC Schirak im Jahr 1958 gegründet wurde, wurde das Stadion seine Heimspielstätte in der ersten sowjetischen Liga. Nach einer Modernisierung wurde es 2012 als Spielstätte für die Europapokalspiele des Vereins zugelassen.

## Galerie

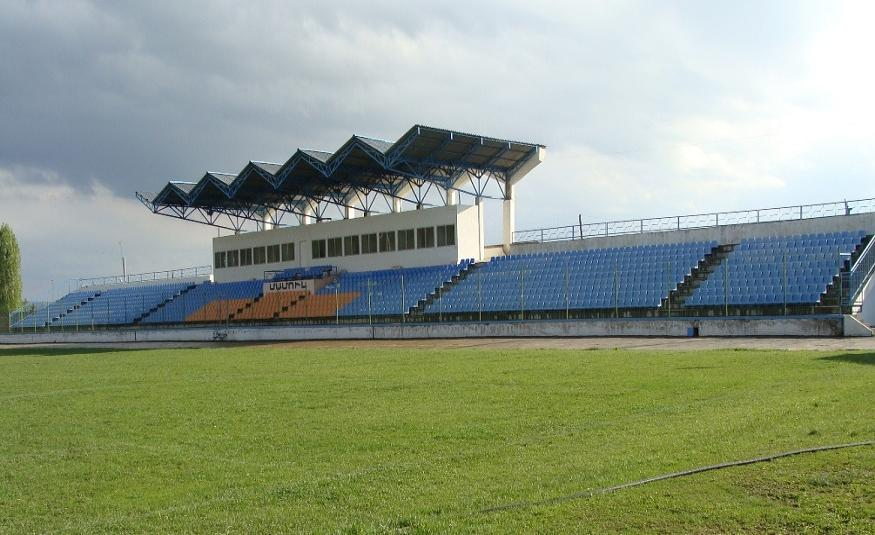
Das Stadion vor der Renovierung
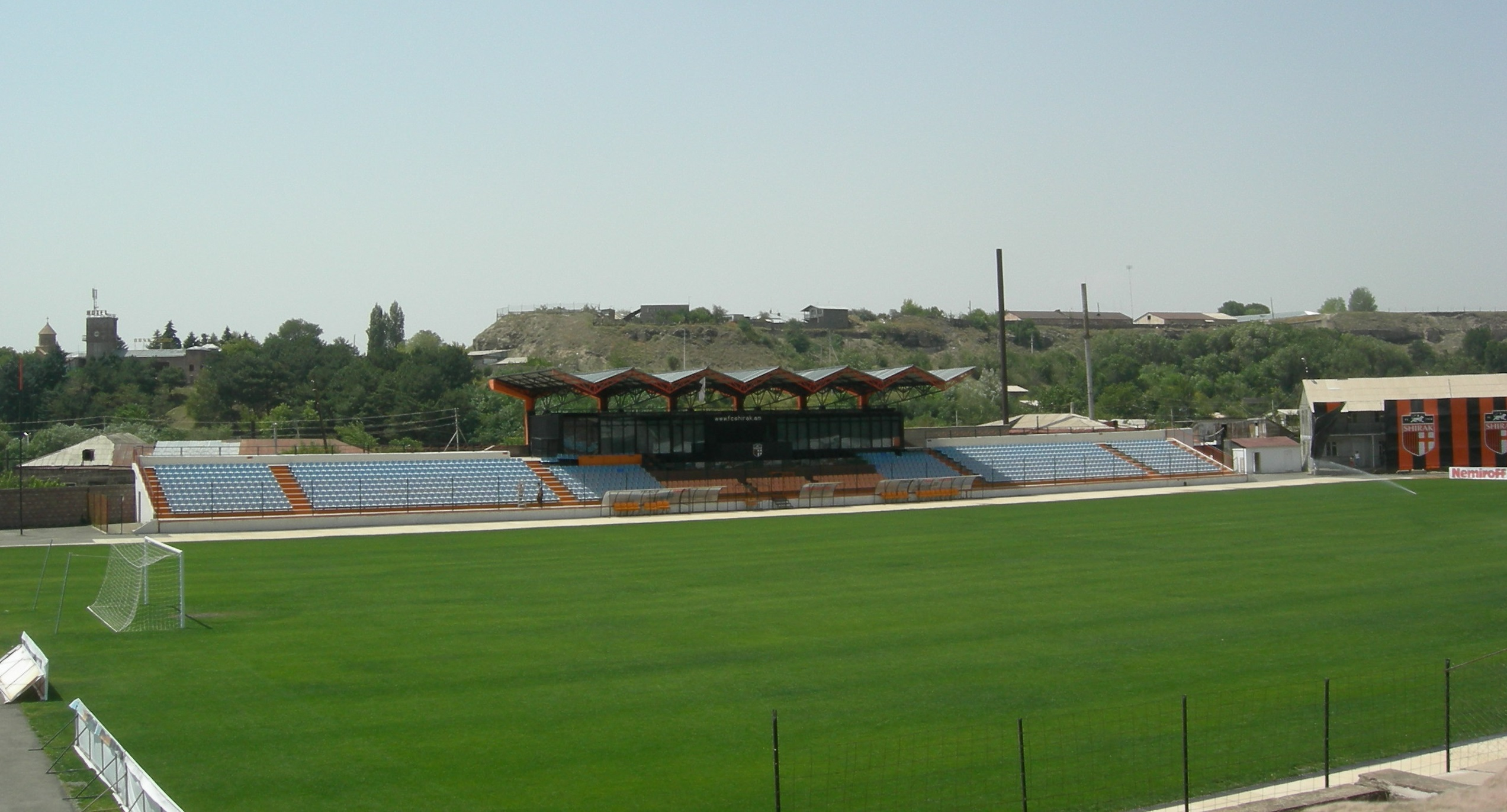
Das Stadion nach der Renovierung
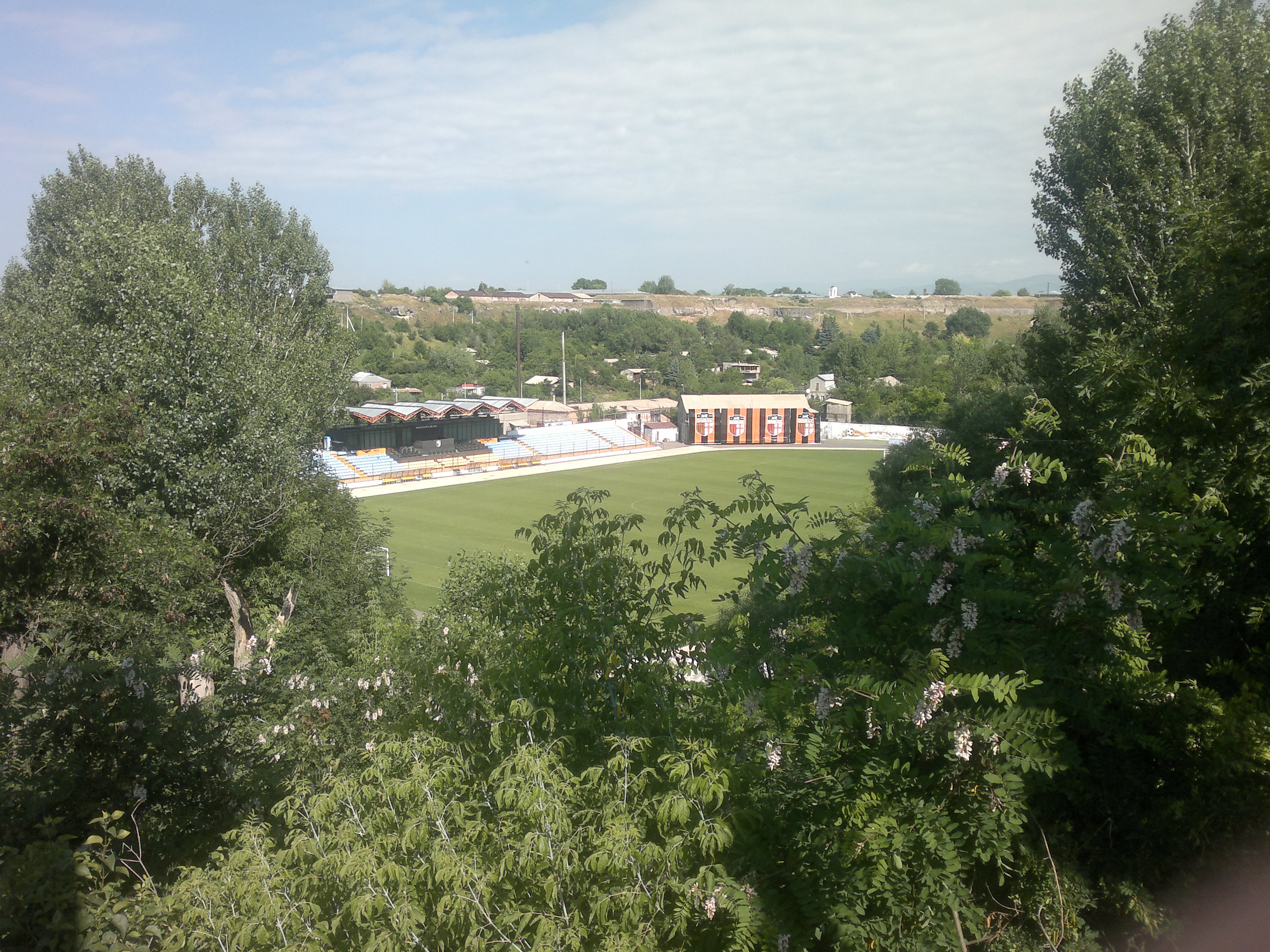
Eingangsbereich des Stadions